# Death Penalty
Death Penalty es el álbum debut de la banda británica Witchfinder General. La canción Burning A Sinner es incluida en este álbum, ya que en 1981 se hizo un sencillo del mismo nombre. Esta en la lista de Los mejores álbumes de la Nueva Ola Del Heavy Metal Británico, junto con Witchfynde, Holocaust y otros más.

## Lista de canciones
Todas están escritas por Zeeb Parkes y Phil Cope

### Lado A
1. Invisible Hate - 6:05
2. Free Country - 3:10
3. Death Penalty - 5:35

### Lado B
1. No Stayer - 4:25
2. Witchfinder General - 3:51
3. Burning A Sinner - 3:28
4. R.I.P. - 4:04

## Personal
- Zeeb Parkes -voz-
- Phil Cope -guitarra, bajo (acreditado como Woolfy Trope)
- Graham Ditchfield -batería-